# Luis Cruz (football)
Luis Alberto Cruz, né le 28 avril 1925 à Montevideo en Uruguay, et mort en 1998, est un joueur de football international uruguayen, qui évoluait au poste de défenseur.

## Biographie

### Carrière en club
Avec le Club Nacional, il remporte 7 titres de champion d'Uruguay.

### Carrière en sélection
Avec l'équipe d'Uruguay, il joue 13 matchs (pour aucun but inscrit) entre 1946 et 1954. 
Il figure dans le groupe des sélectionnés lors de la Coupe du monde de 1954. Lors du mondial organisé en Suisse, il joue cinq matchs : contre la Tchécoslovaquie, l'Écosse, l'Angleterre, la Hongrie et enfin l'Autriche. La sélection uruguayenne se classe quatrième de la compétition.

## Palmarès
Club Nacional
- Championnat d'Uruguay (7) :
  - Champion : 1946, 1947, 1950, 1952, 1955, 1956 et 1957.